# Leuciscus bearnensis
Leuciscus bearnensis är en fiskart som först beskrevs av Blanchard, 1866.  Leuciscus bearnensis ingår i släktet Leuciscus och familjen karpfiskar. IUCN kategoriserar arten globalt som livskraftig. Inga underarter finns listade i Catalogue of Life.